# Polyzylinder
In der mehrdimensionalen Funktionentheorie ist der Polyzylinder oder Polykreis das kartesische Produkt von Kreisscheiben.
Bezeichnet man genauer mit {\displaystyle \Delta (z,r)=\{w\in \mathbb {C} \mid |z-w|<r\}} eine offene Kreisscheibe in der komplexen Ebene, dann ist der Polyzylinder um den Punkt {\displaystyle z=(z_{1},\dots ,z_{n})\in \mathbb {C} ^{n}} mit dem Multiradius {\displaystyle r=(r_{1},\dots ,r_{n})} gegeben als
{\displaystyle \Delta (z_{1},\ldots ,z_{n};r_{1},\ldots ,r_{n}):=\Delta (z_{1},r_{1})\times \dots \times \Delta (z_{n},r_{n})}
oder äquivalent als
{\displaystyle \{w=(w_{1},\dots ,w_{n})\in \mathbb {C} ^{n}\mid |z_{k}-w_{k}|<r_{k},\,k=1,\dots ,n\}.}
Der abgeschlossene Polyzylinder wird dadurch definiert, dass man das {\displaystyle <}-Zeichen durch {\displaystyle \leq } ersetzt:
{\displaystyle {\overline {\Delta }}(z_{1},\ldots ,z_{n};r_{1},\ldots ,r_{n}):=\{w=(w_{1},\dots ,w_{n})\in \mathbb {C} ^{n}\mid |z_{k}-w_{k}|\leq r_{k},\,k=1,\dots ,n\}.}
Der Polyzylinder ist ebenso wie die euklidische Kugel {\textstyle \{w\in \mathbb {C} ^{n}\mid \sum _{j=1}^{n}|w_{j}-z_{j}|^{2}<r^{2}\}} eine Verallgemeinerung der eindimensionalen Kreisscheibe. Für {\displaystyle n>1} sind diese beiden Mengen aber nicht biholomorph äquivalent. Diese Aussage wurde 1907 von Poincaré bewiesen, indem er zeigte, dass die Automorphismengruppen der beiden Mengen als Lie-Gruppen unterschiedliche Dimension haben.